# Skittle stacking
Skittle stacking is een lied van de Nederlandse rapper Josylvio. Het werd in 2018 als single uitgebracht en stond in hetzelfde jaar als vierde track op het album Hella Cash.

## Achtergrond
Skittle stacking is geschreven door Joost Theo Sylvio Yussef Dowib en Stacey Walroud en geproduceerd door Esko. Het is een nummer uit het genre nederhop. In het lied rapt de artiest over geld verdienen. De rapper benoemde dat hij in het nummer beschreef hoe hij op dat moment leefde. Het is de eerste single die de rapper uitbracht onder zijn eigen label Hella Cash. De single heeft in Nederland de platina status.

## Hitnoteringen
De rapper had succes met het lied in de hitlijsten van het Nederlands taalgebied. Het piekte op de vijfde plaats van de Single Top 100 en stond elf weken in deze hitlijst. De Top 40 werd niet bereikt; het lied bleef steken op de negende plaats van de Tipparade. Ook in de Vlaamse Ultratop 50 was er geen notering. Het kwam hier tot de 33e positie van de Ultratip 100.